# Cholinerge Krise
Eine cholinerge Krise entsteht durch ein Überangebot des Neurotransmitters Acetylcholin (ACh). Sie wird häufig durch Medikamente wie Cholinesterasehemmer verursacht, die beispielsweise bei der Therapie einer Myasthenia gravis eingesetzt werden. Auch Nervenkampfstoffe oder Pflanzenschutzmittel (Phosphorsäureester) bzw. andere Toxine können zu einer cholinergen Krise führen.

## Symptome
Eine cholinerge Krise zeigt sich in einer akuten Muskelschwäche. Zusätzlich kommt es zu Symptomen wie sie auch bei Muscarin- und Nicotinvergiftungen auftreten. Zu den muscarinartigen Symptomen gehören:
- Magen-Darm-Spasmen
- Durchfall
- verringerte Herzfrequenz (Bradykardie)
- vermehrtes Speicheln (Hypersalivation)
- Pupillenverengung (Miosis)

## Behandlung
Die muscarinartigen Symptome sprechen gut auf die Behandlung mit Atropin an. Zur Behebung der nikotinergen Begleiterscheinungen ist meist eine Intubation und Beatmung notwendig.

## Abgrenzung zur myasthenischen Krise
Eine myasthenische Krise kann ähnliche Symptome hervorrufen (diese tritt meist bei Infektionen bei einer Myasthenia gravis auf), hier fehlen typischerweise die nikotinartigen (Faszikulationen und Krämpfe der Muskulatur) und muskarinartigen (Hypersekretion, Bradykardie und Diarrhoen) Auswirkungen.